# ريجيس (لاعب كرة قدم مواليد 1998)
ريجيس هو لاعب كرة قدم برازيلي في مركز الهجوم، ولد في 16 يناير 1998 في نادي الذيد في الإمارات. لعب سابقاً في نادي حتا.

## وصلات خارجية
- ريجيس (لاعب كرة قدم مواليد 1998) على موقع قاعدة بيانات كرة القدم.إي يو (الإنجليزية)
- ريجيس (لاعب كرة قدم مواليد 1998) على موقع Soccerway.com (الإنجليزية)